# Hackett London
Hackett London là một nhà bán lẻ thời trang nam giới đa kênh của Anh, chuyên về áo sơ mi nam cũng như các loại quần áo khác. Công ty được thành lập vào năm 1983 tại Luân Đôn. Hackett đã phát triển để đi đầu trong các trang phục nam lấy cảm hứng từ truyền thống nước Anh.

## Thành lập
Đầu thế kỷ 20, người sáng lập của công ty, Jeremy Hackett, đang làm việc tại phố Savile Row, bị mê hoặc bởi những bộ trang phục của quý ông người Anh. Ông bắt đầu kinh doanh quầy hàng bán quần áo cũ ở khu chợ trời trên đường Portobello vào năm 1979. Đến năm 1983, Jeremy và Ashley Lloyd-Jennings thành lập cửa hàng đầu tiên bán quần áo trên đường King ở quận Chelsea.
Kể từ đó, Hackett đã phát triển để đi đầu trong các trang phục nam lấy cảm hứng từ truyền thống, với sự bám sát toàn cầu dành riêng. Công ty dần dần mở rộng trong vài năm, tăng số lượng chi nhánh, chuyển từ mua và bán quần áo đã qua sử dụng sang thiết kế và bán các mặt hàng của riêng họ.
Hackett đạt đến đỉnh cao vào những năm 1990 khi áo polo của thương hiệu là mặt hàng chủ lực trong tủ quần áo của mọi người. Năm 1989, công ty mở rộng ra quốc tế cho mở cửa một chi nhánh ở Tây Ban Nha tại Madrid.
Năm 1994, Hackett mở một cửa hàng trên Rive Gauche ở Paris trước khi bổ sung quần áo trẻ em vào bộ sưu tập của công ty một năm sau đó.
Vào tháng 6 năm 2005, Richemont đã bán thương hiệu Hackett cho công ty đầu tư Tây Ban Nha Torreal SCR, SA. Jeremy Hackett bổ nhiệm giám đốc sáng tạo người Mỹ Michael Sondag, người trước đó từng làm việc tại thương hiệu Tommy Hilfiger.
Vào tháng 2 năm 2015, Hackett đã được mua lại bởi hai bên là Tập đoàn M1 của Liban và công ty L Capital Asia (công ty con của LVMH).
Vào tháng 6 năm 2019, cửa hàng hoành tráng hàng đầu của Hackett tọa lạc tại số 14 của Savile Row, trước đây là cửa hàng của thương hiệu Hardy Amies từ năm 1946 đến tháng 3 năm 2019; không gian toà nhà sau đó đã được Hackett tiếp quản.

## Quan hệ đối tác
Hackett London là nhà tài trợ danh hiệu cho các môn thể thao và sự kiện của nước Anh như polo, bóng bầu dục British and Irish Lions, câu lạc bộ chèo thuyền Luân Đôn và Henley Royal Regatta. Sự tham gia của thương hiệu Hackett với môn thể thao mô tô, với tư cách là nhà tài trợ cho Lễ hội tốc độ Goodwood cung cấp quần áo chính thức cho đội đua F1 Williams Martini từ mùa giải 2015 trở đi, và đội đua Aston Martin.

## Cửa hàng
Trong năm qua, Hackett đã mở các cửa hàng mới trên toàn cầu và tiếp tục tăng sự hiện diện tại các nhà bán lẻ và cửa hàng bách hóa độc lập có uy tín trên toàn thế giới. Tính đến tháng 6 năm 2019, công ty đã hiện có 160 cửa hàng, với một cửa hàng là trụ sở chính nằm trên phố Savile Row. Một cửa hàng mới nằm tại 55 phố Broad cũ của Thành phố Luân Đôn.